# Soulgas
Soulgas is een geslacht van spinnen uit de familie hangmatspinnen (Linyphiidae).

## Soorten
De volgende soorten zijn bij het geslacht ingedeeld:
- Soulgas corticarius (Emerton, 1909)